# Niklas Lind
Niklas Gabrielsson Lind, tidigare Ohlsson Gabrielsson och Ohlsson, född 14 maj 1973 i Solna församling i Stockholms län, är en svensk musiker, låtskrivare och sångare från Stockholm. 
Niklas Gabrielsson Lind är dotterson till programledaren Jan Gabrielsson.
Lind har tidigare arbetat som studiomusiker för att senare skapat modern visjazz med inspiration från artister  som Monica Zetterlund, Cornelis Vreeswijk, Olle Adolphson och Frank Sinatra.  
År 2014 släppte Lind sin debutsingel "Singel" hos Sweden Music/Universal Music. Under 2014 släppte han även tre EPs vid namn "Diagnos", "Höst" och "Vinter". Under Grammisgalan 2014 framförde han sin singeln "Singel" tillsammans med Seinabo Sey. Framträdandet var inspirerat av R.E.M's video till "Bad Day". Jan Gradvall skrev i DI Weekend: "En röst som skiljer sig från allt annat i dagens musikvärld. Niklas Lind är samma andas barn som Olle Adolphson och gör nattliga promenader i Stockholm i fotspåren efter Beppe Wolgers och Monica Z."